# ناحیه پری
ناحیه پری از سال ۲۰۰۹ زیرمجموعه‌ای از ساتاکونتا و یکی از ناحیه‌ها در فنلاند است.

## شهرداری‌ها
- هاریاوالتا[۱]
- هویتینن[۱]
- کوکمکی[۱]
- مری‌کارویا[۱]
- ناکیلا[۱]
- پومارکو[۱]
- پری[۱]
- اولویلا[۱]